# Memento Park
Il Memento Park è un museo all'aperto situato a Budapest, in Ungheria, nel quale sono esposte statue risalenti al periodo comunista un tempo presenti nelle strade, nei parchi e nelle piazze pubbliche ungheresi e poi rimosse in seguito ai cambiamenti politici del 1989-1990.

## Storia
Dopo la caduta del regime comunista in Ungheria nel 1989, molte statue e monumenti comunisti furono immediatamente rimossi. Nel 1991 l'Assemblea Generale di Budapest decise di collocare tutte le statue rimosse in un museo all'aperto, e indisse un concorso che venne vinto dall'architetto ungherese Ákos Eleőd. Il parco fu costruito nel 1992-1993 nel XXII distretto della capitale.
La cerimonia di apertura del museo avvenne il 27 giugno 1993, in occasione del secondo anniversario del ritiro delle truppe sovietiche dal territorio ungherese.
Nel 2007 sono state aperte una nuova sala espositiva, dove viene mostrata la storia della rivoluzione del 1956, dei cambiamenti politici del 1989-1990 e del Memento Park, con didascalie in inglese e ungherese, e un piccolo cinema dove viene proiettato La vita di un agente, un documentario sui metodi usati dalla Államvédelmi Hatóság (la polizia segreta), diretto da Gábor Zsigmond Papp. Il film è in ungherese con sottotitoli in inglese.

## Statue
Nel parco sono presenti 42 statue raffiguranti Lenin, Karl Marx, Friedrich Engels, vari leader comunisti ungheresi (principalmente Béla Kun) e rappresentazioni propagandistiche dell’ideologia comunista scolpite nel periodo 1945-1989.
Di fronte all'ingresso è presente una replica degli Stivali di Stalin creata nel 2006 da Ákos Eleőd, creatore del parco, in occasione dell’anniversario dei 50 anni della rivoluzione ungherese del 1956, durante la quale la colossale statua di Stalin situata nel parco municipale venne abbattuta dal suo piedistallo, e rimasero solo gli stivali.

## Galleria d'immagini

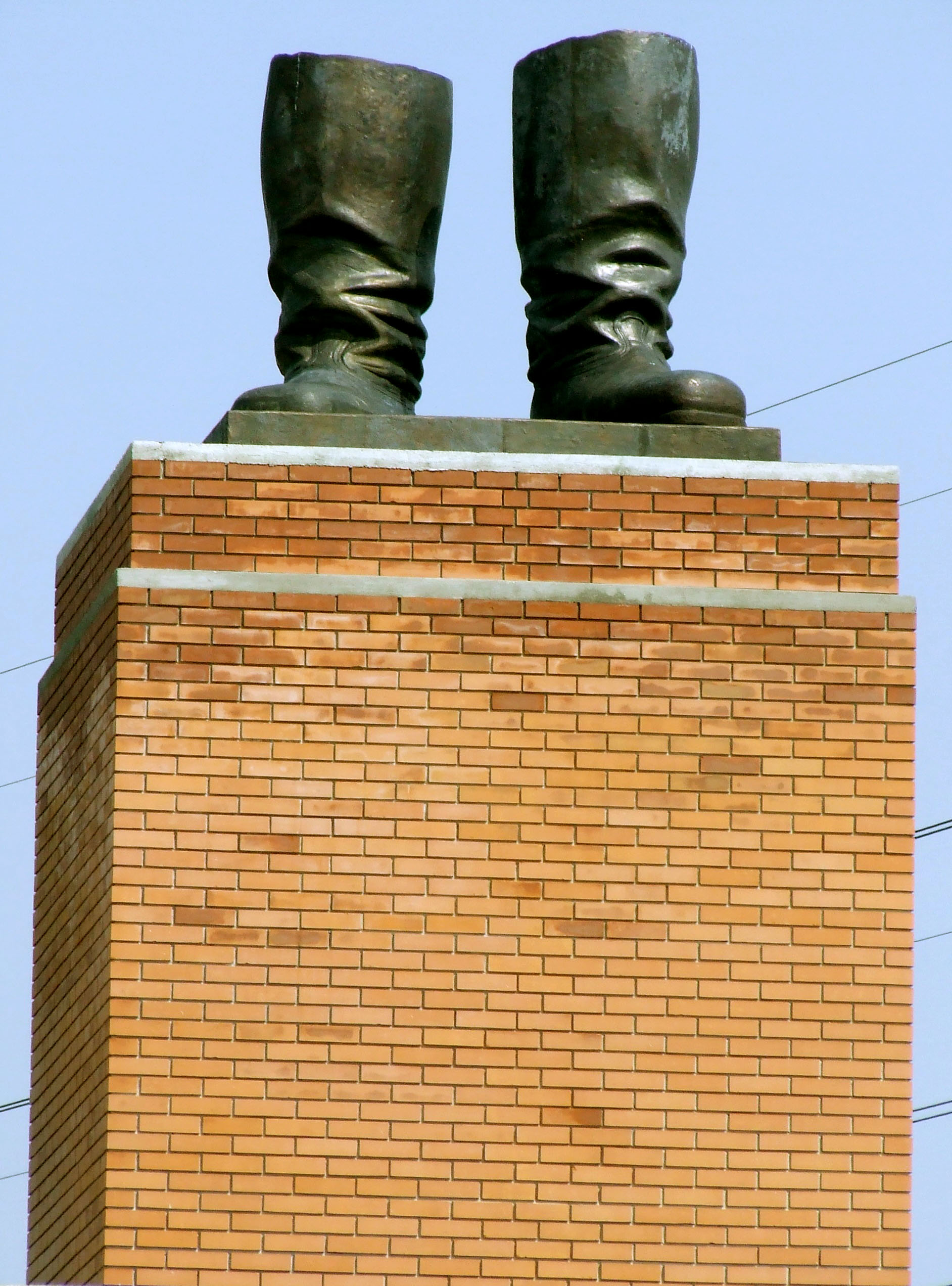
Copia degli stivali di Stalin
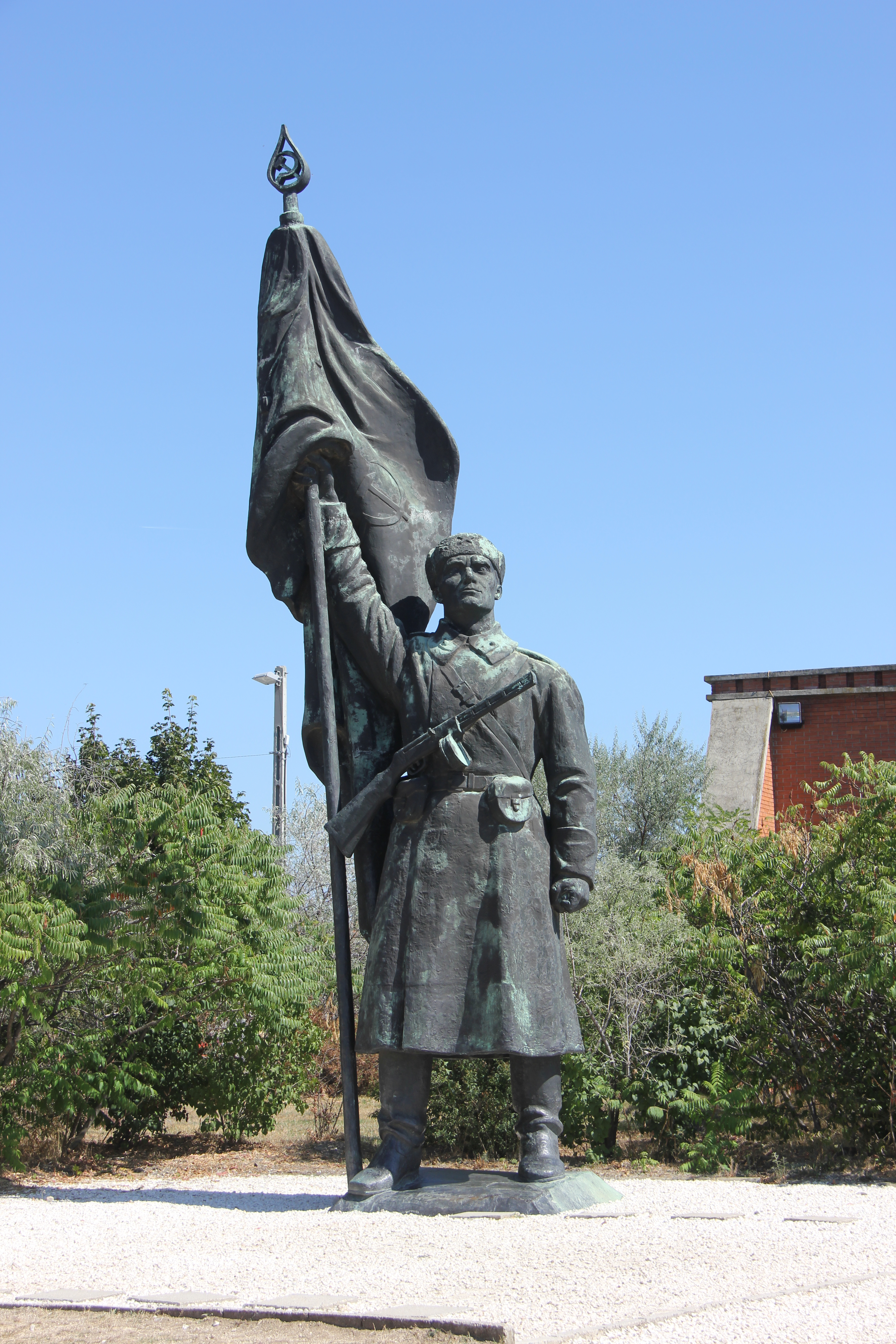
Statua al soldato dell'armata rossa
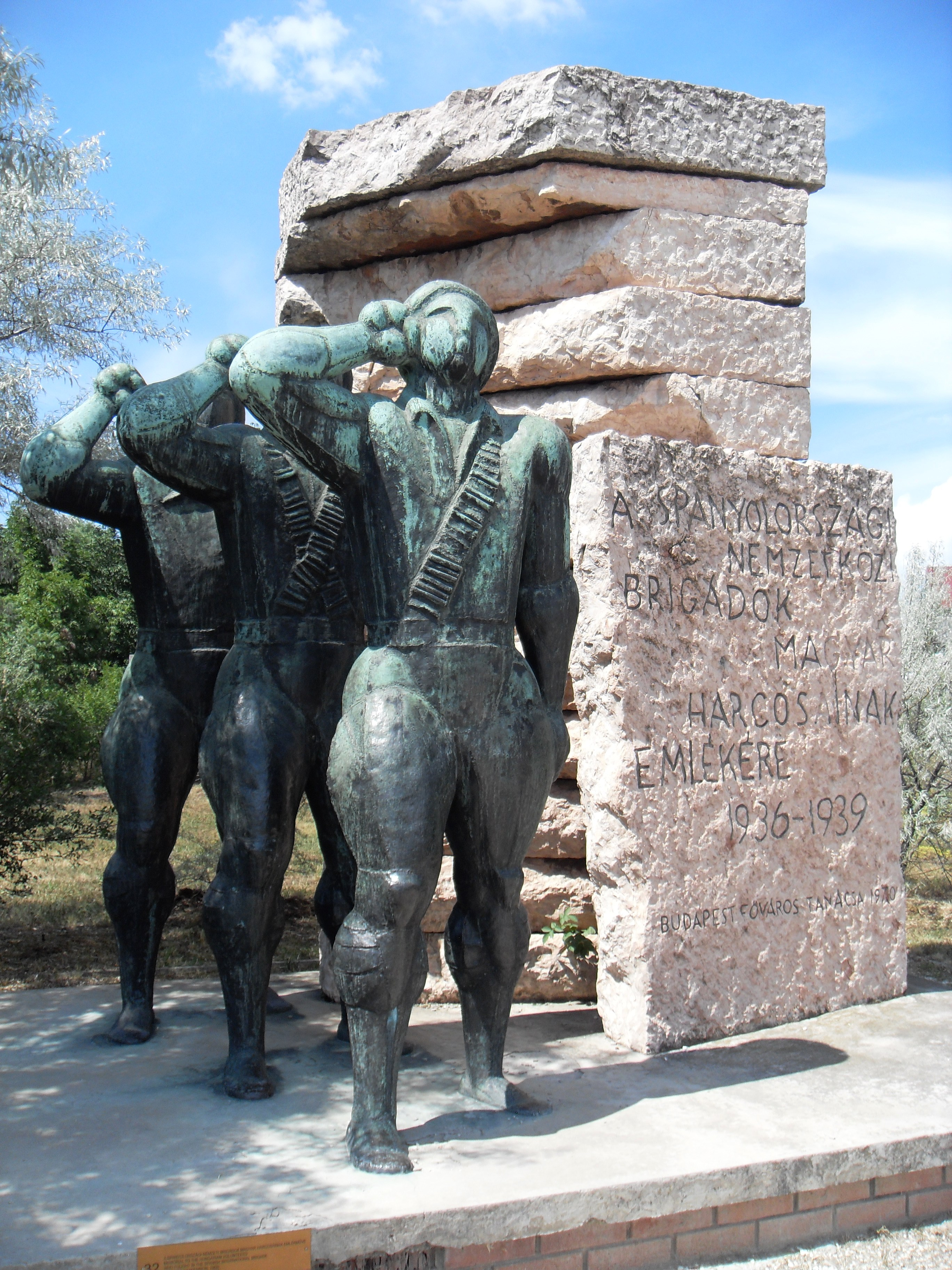
Memoriale dei combattenti ungheresi nelle brigate internazionali spagnole
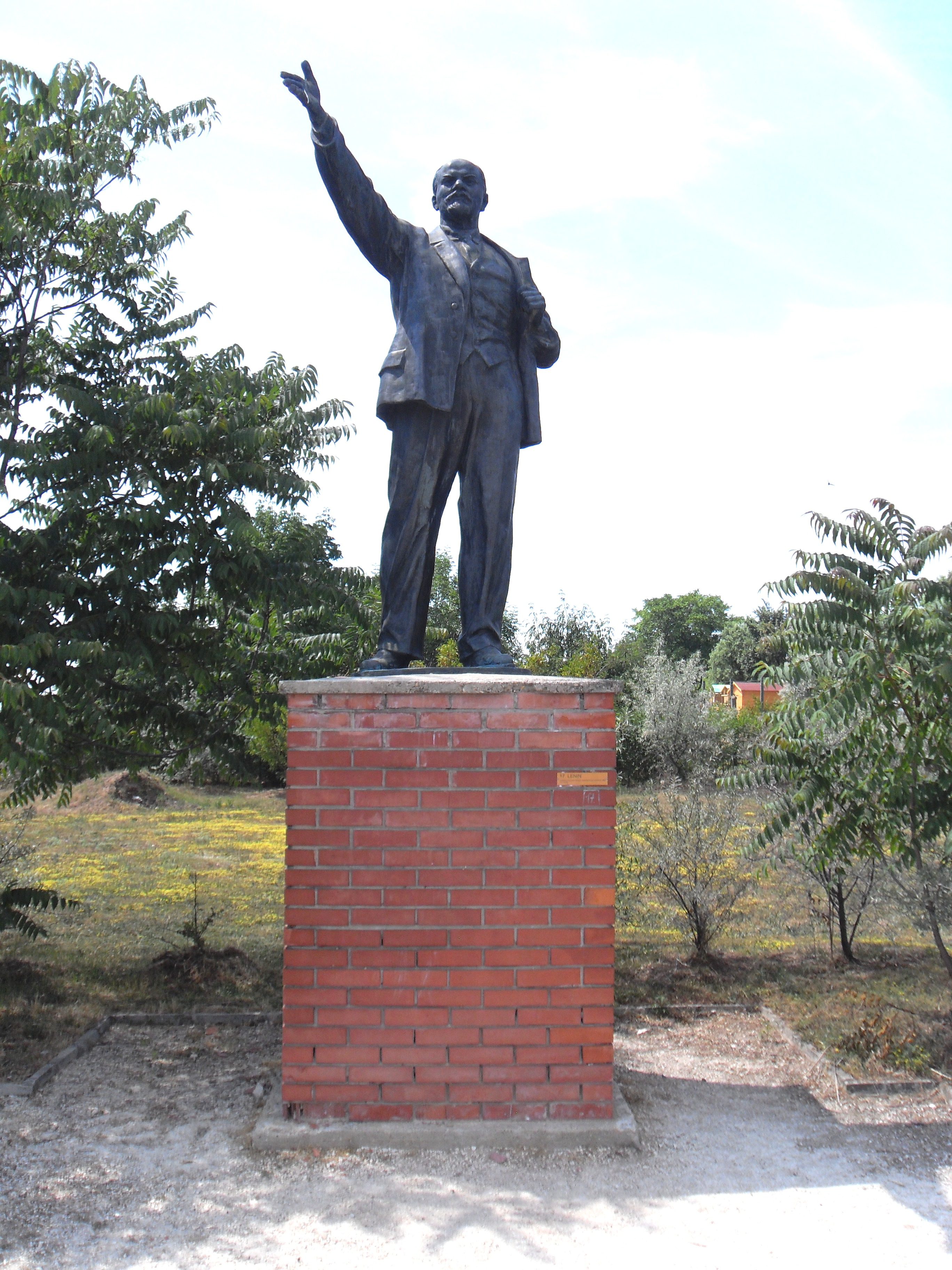
Statua di Lenin
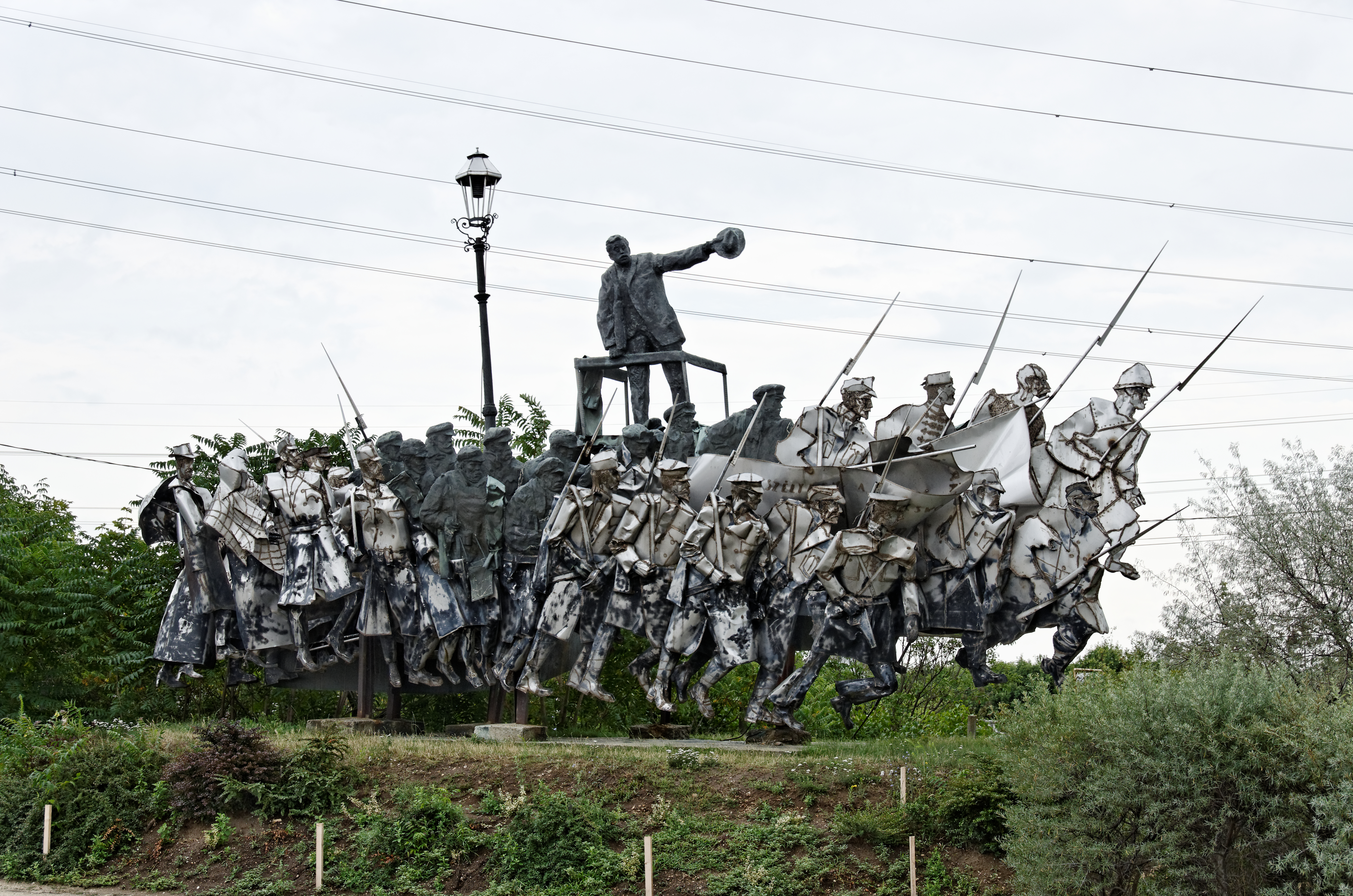
Memoriale di Béla Kun
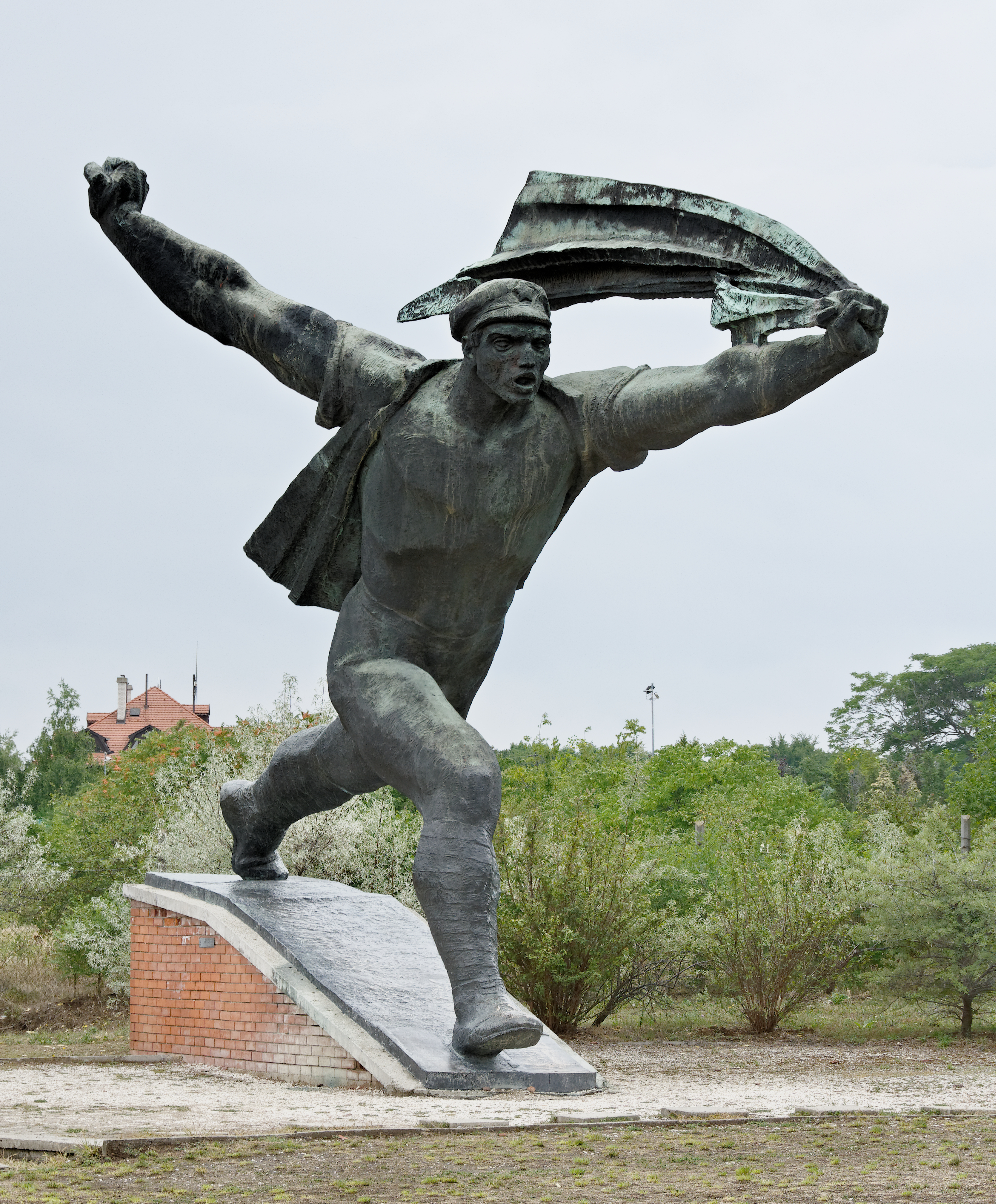
Monumento alla repubblica dei consigli
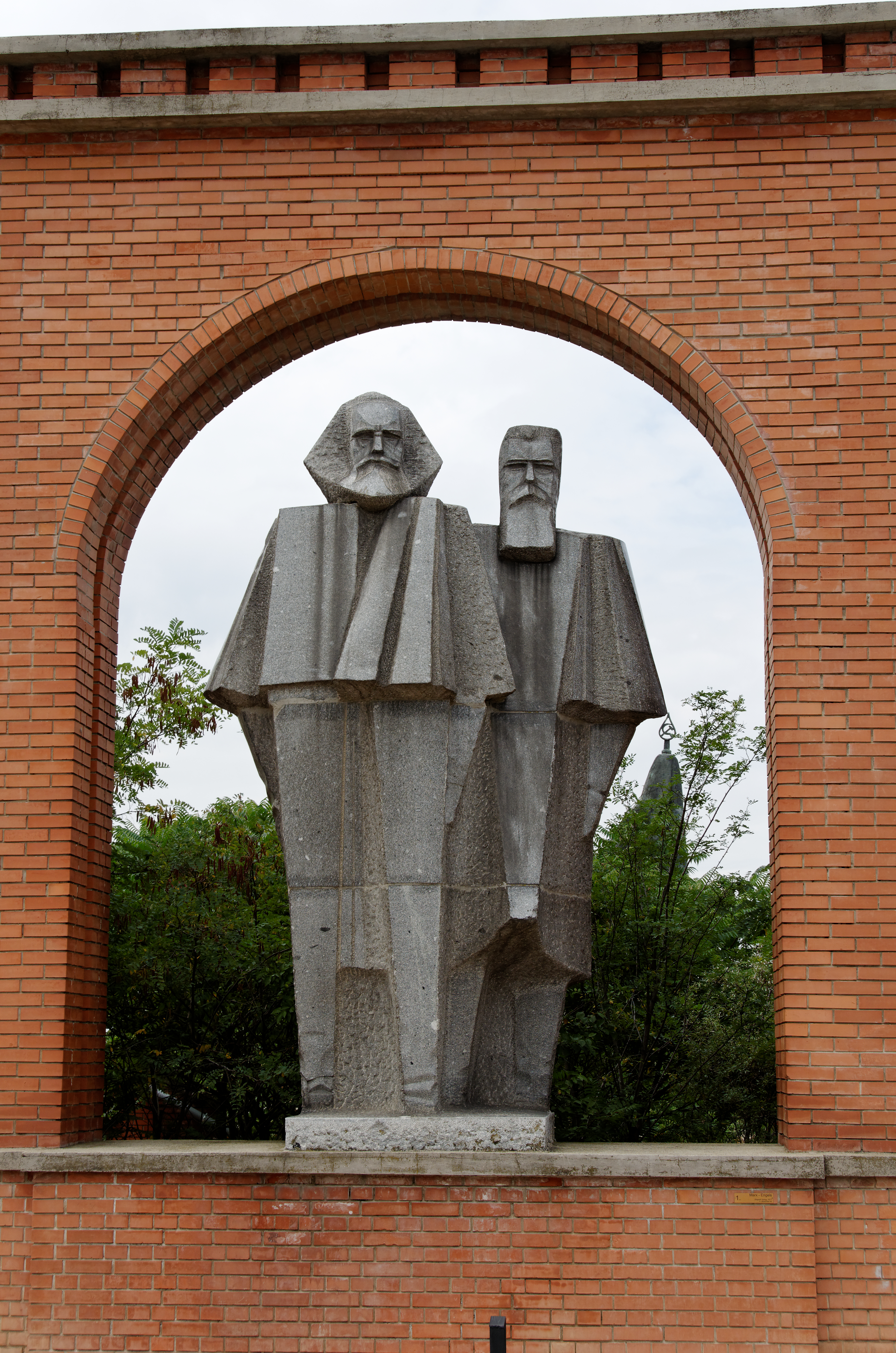
Statua di Karl Marx e Friedrich Engels, in stile cubista
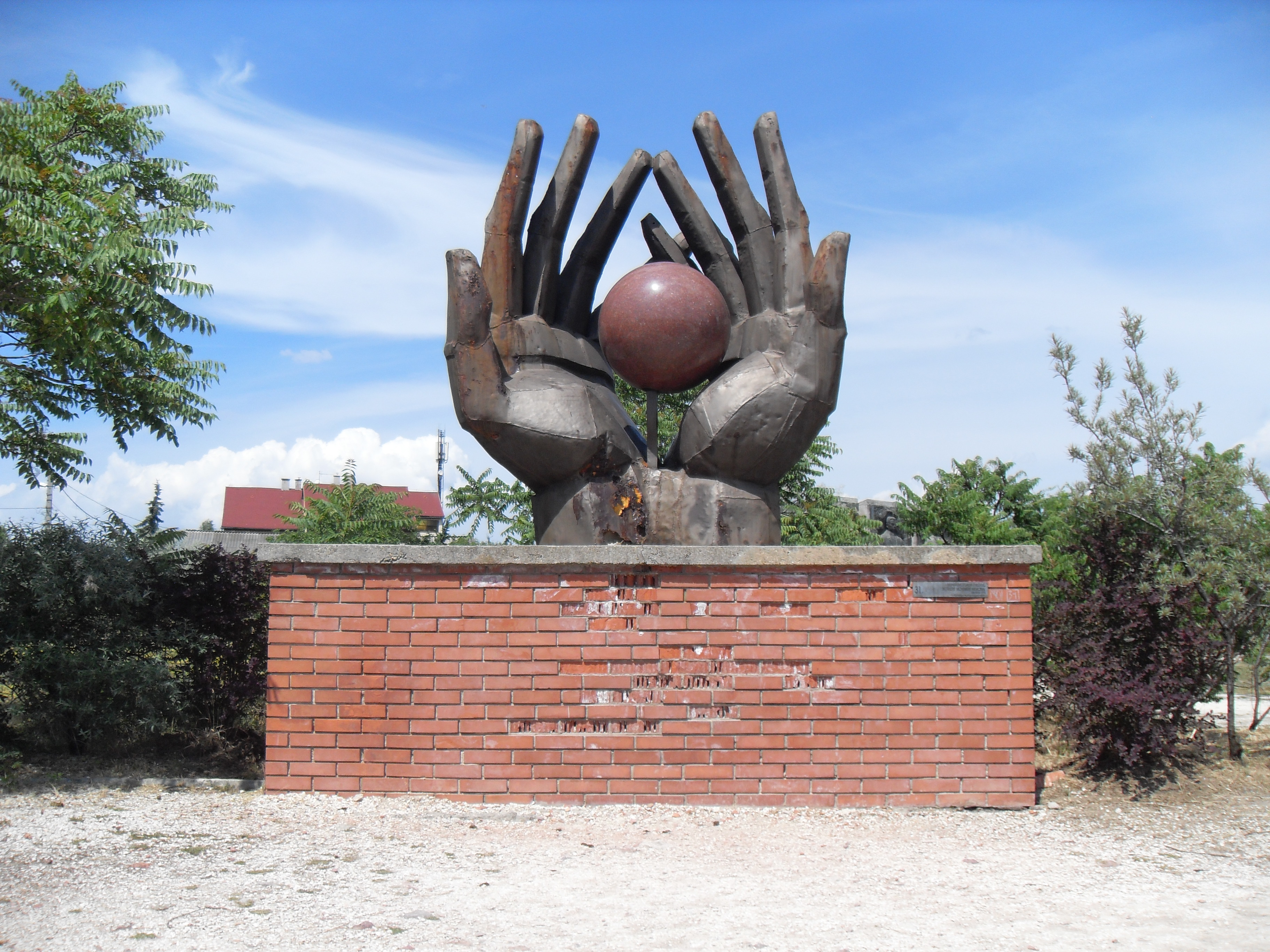
Memoriale al movimento dei lavoratori
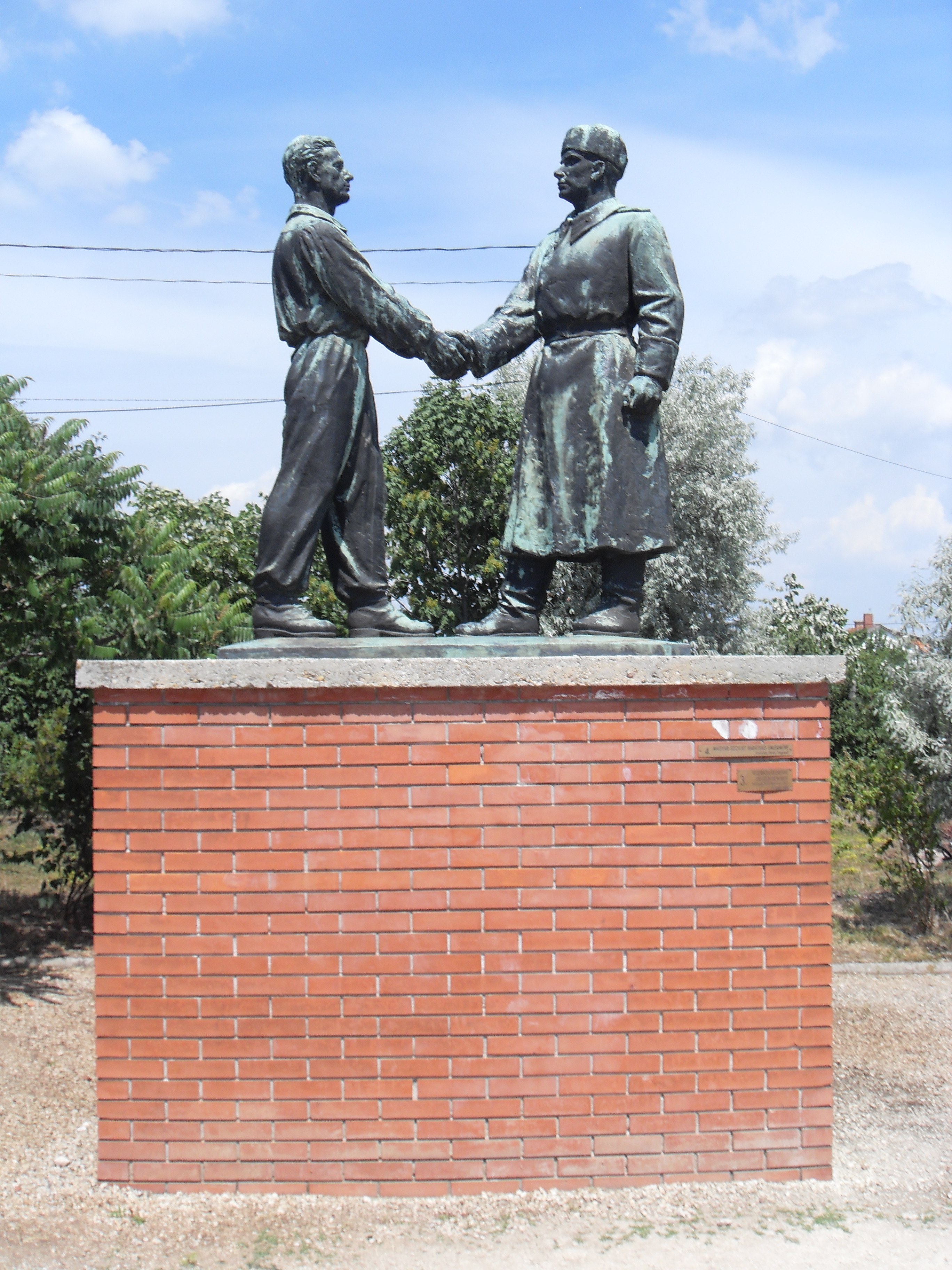
Memoriale all'amicizia sovietico-ungherese